# Riacho das Almas
Riacho das Almas es un municipio brasileño del estado de Pernambuco. Tiene una población estimada al 2020 de 20.646 habitantes.

## Historia
El poblamiento de la localidad tuvo inicio a partir de una hacienda ganadera de propiedad del coronel Joaquim Bezerra, que se estableció en la región con su familia y esclavos en el último cuarto del siglo XIX. En el lugar construyó vertederos, un ingenio, un cementerio (el año 1888) y, posteriormente, una feria libre, que marcaron el inicio del proceso de urbanización.
Conocida como Riacho das Éguas, en 1905 la localidad pasó a denominarse Riacho das Almas, en referencia del primer cementerio construido a los márgenes de aquel riacho. Posteriormente, durante una llena las aguas inundaron la localidad, y el cementerio tuvo que ser relocalizado. Fue elevadó a la condición de distrito del municipio de Caruaru el 21 de diciembre de 1919, haciéndose municipio el 29 de diciembre de 1953.
Tras una plaga de la peste que afectó Richa das Almas a inicios del siglo XX, la comunidad cumplió una promesa hecha a San Sebastián, construyendo en 1912 una capilla en su homenaje.